# Aina
Aina fou un grup català de post-hardcore amb influències melòdiques i reminiscències del so Dischord, format a Barcelona a l'inici del 1995 sota l'influx de bandes com Subterranean Kids, 24 Ideas i L'Odi Social. La intensitat dels seus concerts en directe i l'impacte de les seves composicions els convertiren en un grup de referència del rock independent de l'Estat espanyol amb projecció en els circuits de hardcore internacionals d'Europa i dels EUA, bo i creant un circuit de sales que immediatament després recorregueren grups com Standstill, No More Lies, Half Foot Outside, The Unfinished Sympathy o Tokyo Sex Destruction, i arribant a gravar una sessió en exclusiva per a John Peel a la BBC. Aina es reuní de nou el maig de 2018 per a realitzar quatre únics concerts.

## Membres
El 1996 s'estabilitzà la formació que romangué fins que el grup es dissolgué el 2003: 
- Pau Santesmasses (bateria)
- Artur Estrada (veu i guitarra)
- Xavier «Titi» Sola (guitarra)
- Álvaro Sola (baixista)

## Discografia
La seva discografia, editada pel segell barceloní BCore Disc, la formen els elapés:
- Sevens (1996)[3]
- Aina (1999)
- Bipartite (2001)
- Peel Session (EP, 2003)
- Chrysantemum (EP, 2003)